# Idioma mexicanero
El mexicanero (autoglotónimo: mexikan), náhuatl de Durango o mexicano del noroeste es la variedad de dialectos del idioma náhuatl o mexicano hablada por el grupo étnico nahua mexicanero en los estados mexicanos de Durango y Nayarit. Antiguamente, también era hablado en el sur de Zacatecas, el sur de Sinaloa, el occidente de Aguascalientes y parte de los Altos de Jalisco.
La clasificación lingüística que hace el INALI lo divide en dos dialectos, considerando que el hablado en 46 localidades del municipio de Mezquital en Durango, que propiamente es el llamado mexicano del noroeste, es diferente al hablado en el estado de Nayarit en 22 localidades del municipio de Acaponeta y en 4 del municipio de Del Nayar y en Sinaloa en el municipio de Escuinapa y al cual denomina mexicano alto de occidente.
Por su parte, Ethnologue no concuerda con la visión del INALI, aunque también considera que son dos dialectos; esta institución pone énfasis en las comunidades donde los mexicaneros son mayoría étnica, por lo que considera una variante a la hablada en cuatro poblados de Durango, San Pedro de Xícora, Agua Caliente, Agua Fría y La Tinaja, a la cual se le asigna el código ISO 639-3 azd. La otra variante del mexicanero abarca las localidades duranguenses de San Agustín de Buenaventura, Curachitos de Buena Vista, Los Alacranes, San Diego, Tepalcates, Berenjén; además de los poblados nayaritas de Santa Cruz, El Duraznito, La Laguna, Mesa de las Arpas, a los que se les asigna el código azn.
Es de notar que los hablantes no hacen esta división del idioma y que mantienen una comunicación entre sus comunidades, donde actualmente se están haciendo esfuerzos por preservarla produciendo material didáctico que es entendible en cualquier localidad y usado en sus escuelas. Son alrededor de 1300 personas quienes hablan el mexicanero y residen principalmente en tres comunidades rurales: San Pedro Xícora, San Agustín Buenaventura y en Santa Cruz, donde coexisten con otros pueblos indígenas, como los tepehuanes, huicholes y coras.

## Historia
El origen de los mexicaneros y su antigüedad en la región que hoy ocupan es todavía incierto. Hay varias hipótesis acerca de su trayectoria histórica, algunas de ellas son:
- Son nahuas que vinieron en la peregrinación desde Aztlán hacia el centro de México y se quedaron en el área.[7]
- Son nahuas que siempre han habitado la región, pero pasaron desapercibidos durante la época de la conquista.
- Son indígenas cazcanes, tecuales o hablantes de alguna otra lengua que adoptaton el náhuatl.[8][9][10]
- Son indígenas hablantes de una lengua nahua de Michoacán o Jalisco que fueron llevados por los conquistadores españoles.

También es posible que algunas de ellas sean simultáneamente ciertas, por ejemplo, que los mexicaneros sean descendientes de indígenas llevados por los conquistadores y que estos indígenas fueran cazcanes. La historia de esta región es difícil de rastrear debido a la falta de registros históricos, los múltiples movimientos que ha habido en la zona durante la época colonial y el hecho de que el área donde residen actualmente se encontrara en la frontera entre las administraciones de Nueva Galicia y Nueva Vizcaya, lo cual generaba confusión tanto en los registros como en la misma administración.
Dos gramáticas coloniales dan noticia de las variantes occidentales, entre las que se cuentan el náhuatl de Jalisco y el mexicanero. Lo que llama la atención es el registro desde 1692 del desplazamiento lingüístico y uso de hispanismos señalado por fray Juan Guerra (como el verbo almorzaroa); comentario similar hace Cortés y Zedeño en 1765 (con el verbo floreceroa). Muchas de las características gramaticales particulares señaladas hace más de 250 años se preservan en el mexicanero actual. 
Con el desarrollo de la lingüística y la etnología a finales del siglo XIX surge la escuela alemana de americanistas; uno de sus miembros es Konrad Theodor Preuss quien es conocedor de la existencia de comunidades aisladas en la Sierra Madre Occidental, decide demostrar que esos grupos humanos a pesar de no usar un sistema de escritura poseen un acervo literario. Lo que encuentra en su expedición en 1907 sobrepasa todas sus expectativas, su recopilación es la colección de textos más extensa en lengua náhuatl después de la obra de Sahagún, 1200 páginas que no son únicamente los 178 relatos mítico-literarios sino además como etnólogo, registra costumbres, fiestas, rituales, vestimenta y alimentación, todo en náhuatl mexicanero. Además, toma decenas de fotografías e incluso hace grabaciones sonoras.
Todo el material de Preuss estuvo a punto de perderse por la devastación que sufrió Berlín durante la Segunda Guerra Mundial que, de hecho, solo sobrevivió una tercera parte, hacia finales de los años cincuenta es encontrado el material siendo Elsa Ziehm la encargada de estudiar y prepararlo para su publicación, el cual se imprime en tres tomos durante 1968, 1971 y 1976.

## Descripción lingüística

### Fonología
El primer intento por transcribir los sonidos del mexicanero fue realizado por Preuss, a pesar de su esfuerzo y aplicar las nociones lingüísticas de su tiempo, se acerca a la fonología con el siguiente alfabeto:
a, b, d, e, ĕ, f, g, h (sonido /j/), i, k, l, m, n, ñ, o, p, r, s, t, ts, u, w, x (sonido /sh/), y.
Llama la atención como Preuss se enfrenta a la necesidad de acentuar las palabras para mostrar una mayor claridad de su pronunciación. También es el único caso de marcar constantemente el sonido de una "e" corta (ĕ) que autores posteriores ya no lo hacen; otra curiosidad que también llama la atención es que usa /x/ tanto para los sonidos /sh/ y /ch/ marcados como diferentes por otros investigadores. 
Durante los años setenta Leopoldo Valiñas visita varias comunidades haciendo un registro con el sistema AFA teniendo un mejor acercamiento a su verdadera fonología. Una Canger amplía la descripción en el año 2001 y nos proporciona el siguiente inventario consonántico del mexicanero:
|                 | Bilabial | Coronal | Palatal | Velar | Labiovelar | Glotal |
| --------------- | -------- | ------- | ------- | ----- | ---------- | ------ |
| Oclusiva sorda  | p        | t       |         | k     |            |        |
| Oclusiva sonora | b        | d       |         | g     |            |        |
| Africada        |          | t͡s      | t͡ʃ      |       |            |        |
| Fricativa       | f        | s       | ʃ       | x     |            | h      |
| Aproximante     |          | l, r, ɾ | j       |       | w          |        |
| Nasal           | m        | n       |         |       |            |        |

El desplazamiento lingüístico ha ampliado el sistema consonántico agregando aquellos sonidos provenientes del español e inexistentes en la mayoría de las variantes nahuas; la /b/, la /f/, la /g/, la /r/.
A diferencia del náhuatl clásico y otras variantes del idioma, en mexicanero han desaparecido las oposiciones de cantidad vocálica y además ha desarrollado una oposición /o/-/u/:
|       | anteriores | centrales | posteriores |
| ----- | ---------- | --------- | ----------- |
| alta  | i          |           | u           |
| media | e          |           | o           |
| baja  |            | a         |             |

El enfoque gramatical desarrollado por Margarita Castro (2012) proporciona especificaciones más detalladas, no solo a partir de una forma de escribir estandarizada que vemos en las publicaciones de la Secretaría de Educación, sino también de un inventario fonológico con el sistema del Alfabeto Fonético Internacional.

### Gramática
Hay una estructuración bastante diferenciada del náhuatl central. Mientras el náhuatl central se caracteriza como un habla de dulces chasquidos (debido al sonido de la "tl"), el de la Sierra Madre Occidental es una sucesión rítmica de oclusiones de glotis.
Una de las mayores diferencias es el acento prosódico que en algunos casos participa en el sistema morfológico, por lo que es diferente:
- kitása - lo avienta

- kitasá - lo aventó

Los investigadores están de acuerdo en no acentuar las palabras graves al igual que en las otras variantes donde suele ser bastante regular la pronunciación grave, por lo que en mexicanero solo consideran marcar cuando se pronuncia aguda. En su mayoría estas formas provienen de los verbos en pasado que tienen una raíz bastante reducida. Esto mismo provoca el surgimiento de alófonos cuando un verbo es expresado en tiempo pasado, siendo lo usual primero la pérdida de la vocal final, para que luego se produzca el cambio alofónico de las letras /p/, /t/, /k/ y /w/ por /h/:
- mukweh - regresó (kuepa)

- amo nihmáh - no lo sé (mati)

- nihkáh - lo oí (kaki)

- kikahtih - lo está dejando (kawa)

También se produce el cambio alofónico de /ch/ a /x/, lo que suele ser difícilmente detectado y esto tal vez sea la causa de la notación de Preuss. Otro cambio se da de /ts/ a /s/:
- ukinos - lo llamó (notsa)

El plural de los sustantivos en algunos casos presenta características especiales no siendo del todo regular, suele usarse la duplicación de sílaba inicial siendo más notorio en los préstamos del español:
- chaparroh - chaparro // chahchaparroh - chaparros[16]

En Nayarit en el plural usual de las palabras, -me, también suele producirse ensordecimiento:
- kakalom - cuervos

- takam - hombres

- piltontim - niños

Otra curiosidad de la lengua es el uso del diminutivo castellano "-ito" para expresar el reverencial. 
La forma del plural de los verbos en presente también contrasta con el náhuatl clásico, donde en mexicanero es el sufijo -l(o); el cual dependiendo del hablante puede ensordecerse la vocal final hasta casi desaparecer, por lo que encontramos por ejemplo en Canger el uso generalizado de -l.
- temól - (ellos) bajan

- kitekíl - (ellos) lo cortan

- takwál - (ellos) lo comen

- mapawál - crecen

Acerca de la sintaxis podemos brevemente citar a Canger quien considera que el orden en las oraciones simples es VSO, aunque aclarando: "el orden no marcado de los constituyentes parece ser extremadamente libre, y depende sutilmente de la semántica y de factores contextuales".
Por último, es necesario hablar del ensordecimiento consonántico al final de palabra, aunque los investigadores prefieren escribirlo de forma estandarizada por asociación a la estructura clásica; ejemplo:
Se pronuncia miah, prefieren escribirlo miak. De igual manera el absolutivo de los sustantivos es ambiguamente -t o -h.

## Vocabulario
Es la parte más evidente del desplazamiento lingüístico, donde vemos que afecta incluso las palabras más básicas provocando que la lista de Swadesh resulte inútil, debido a que no muestra una evolución natural de los sonidos que sigue las reglas de la filología. Tomando como primer ejemplo el campo numérico, donde solo usan en mexicanero del uno al cuatro y todos los demás números son préstamos del español, siendo también común que en vez del natural eyi usen la palabra "tres". Se, ome, tres, nawi, sinkoh, seis, sieteh, etc.

### Cuerpo humano
- Barbah = barba

- Barrigah = barriga

- Kanah = cana

- Korasón = corazón

- Kwerpoh = cuerpo

- Dedoh = dedo

- Lomoh = espalda

- Rodiyah = rodilla

- Piernah = pierna

- Ígadoh = hígado

- Wesoh = hueso

- Intestinoh = tripas

### Animales
- Ágilah = águila

- Alah = ala

- Animal

- Armadiyoh = armadillo

- Kolah = cola

- Lechusah = lechuza

- Tigrih = tigre

### Mundo natural y otras cosas
- Alegreh = alegre

- Serroh = cerro

- Monteh = bosque

- Kamah = cama

- Blankoh = blanco

- Sieloh = cielo

- Kortoh = corto

## Literatura
Como muestra de la creación literaria tenemos el siguiente fragmento del “Relato del Diluvio”, recogido por Preuss en 1907 y analizado por Leopoldo Valiñas:

Mostatik uksep yayas kwahmilos tiotak musewis kwakin mukwepas ases kil kittas
mostatik wallas uksep amuten yes
kwakin unpa ukikah yawi unpek
yel kil wallahtiwal
kwakin kil wi unpa ukias...
ya nos kil wi ukichiw
iwah yel in wiehoh wal
ya kil wi
kwakin wal
walmukwep yas kwakin kil killih...
Al día siguiente ya irá a tumbar en la tarde descansará entonces regresará y llegará allá y verá
al día siguiente vendrá al monte otra vez nada habrá
entonces allá se quedó. Fue para allá a espiar
él viene viniendo el viejo
entonces fue allá, llegó allá el hombre...
ya fue el hombre a hacerla el arca
y el viejo vino al arca
ya se fue el viejo
entonces vino la garza al arca
volvió, llegó allá al arca y entonces le dice...
Valiñas Coalla, Leopoldo. “Notas Lingüísticas sobre el Diluvio y la creación", p. 465, 1989.

## Vida y costumbres
Los contrastes que presenta el pueblo mexicanero son extraordinarios. Viven en el municipio más pobre del Estado de Durango y en el 185 de toda la república mexicana, sus ingresos son inferiores para cubrir la canasta básica por lo que están inmersos en sistemas de producción de sobrevivencia a pesar de que son beneficiarios de programas gubernamentales como el SEDESOL; carecen de la infraestructura básica, la mayoría sin agua potable o sistemas de drenaje, muy pocos cuentan con servicios de luz.
Por el otro lado su aislamiento produjo que la evangelización fuera casi nula, sobreviviendo un sistema religioso étnico mesoamericano que practican el 87% de los mexicaneros, siendo exclusivamente católicos el resto. A la vez sobreviven aspectos culturales que desaparecieron en las comunidades establecidas en el resto del país, buena parte de esas tradiciones y cosmovisión es compartida con tepehuanes, coras y huicholes con lo que el estudio de todos ellos nos muestra una visión más clara. La convivencia con las otras etnias ha generado también que muchos mexicaneros sean bilingües o incluso trilingües.
Viven de manera aislada y sus asentamientos son rancherías, con alrededor de entre 10 y 50 habitantes en promedio, muy pocas localidades superan el centenar de personas. Es bastante común que no radiquen en una sola población, ya que la necesidad hace que pasen largas temporadas en el monte. 
Presenta una división social marcada por las funciones comunales o religiosas realizadas, siendo en su mayoría transitorias pues son elegidos en consejo y en consenso anualmente, como el gobernador, el comandante, los alguaciles, los topiles, los mayordomos.

### Mitología
Esta gira en torno a los mitos de la creación, en donde tienen preponderancia las acciones de Tepusilam como la madre creadora y el héroe cultural Piltonte, a veces hijo y a veces consorte de Tepusilam, quien se transforma en la "Estrella de la mañana" y mata a la devoradora antropófaga que resulta ser su madre para así formar con su cuerpo el mundo actual. Los relatos del diluvio también son prolijos y enseñan sus creencias altamente vinculadas con los mitos del centro de México en la época prehispánica.

### El Costumbre
A la celebración de las fiestas anuales le llaman Costumbre. Estas son de dos tipos, las comunales y las de linaje. La parte medular de las ceremonias es el Xurawet que es la danza alrededor del fuego junto con los cantos y peticiones.
Las fiestas son clasificadas por la división del calendario el cual de manera precisa separa en dos estaciones el año, la de secas (Tonalko) y la de lluvias (Xopanta). Las fechas más relevantes son el día de la Candelaria (2 de febrero), Semana Santa cuando realizan el ritual de las "Pachitas", cuando llegan las fiestas patronales de San Pedro (29 de junio) y de Santiago (25 de julio), el fin de la cosecha, llamada elot y celebrada entre septiembre y noviembre.